# 津田光造
津田 光造（つだ こうぞう、1889年〈明治22年〉12月2日 - 1956年〈昭和31年〉）は、日本の政治運動家、国家主義者。
神奈川県足柄上郡南足柄村（現・南足柄市）生まれ。神田大成中学校卒、神奈川県師範学校（現・横浜国立大学）第二部卒、早稲田大学英文科に学ぶ。辻潤の妹恒と結婚。教師、文筆家、僧侶など、昭和以後は農本主義から国家主義、皇道主義へ移行、信州国民党結成に参加、『月刊日本』を編集する。報徳思想を奉じつづけた。

## 著書
- 『二宮尊徳の民主生活』大同館、1919年2月。NDLJP:980639。
- 『二宮尊徳の人格と現代 附・青年教師の懐疑』大同館書店、1919年12月。NDLJP:960936。
- 『大地の呻吟』大同館書店、1921年1月。NDLJP:906997。
- 『東洋の再建 日新報徳』平凡社、1928年2月。
- 『僧房の黎明』大林閣、1931年。
- 『日本ファッショの現勢 解説批判及び建設理論』軍事教育社、1933年3月。NDLJP:1271083。
- 『皇道楽土の建設』軍事教育社、1933年3月。NDLJP:1271072。
- 『五・一五事件の真相』軍事教育社、1933年5月。
- 『皇道自治精義』青年書房、1940年11月。
- 『青年に額づく 日本自救の原理と仕法』報徳産業研究所、1953年10月。

## 参考
- 文藝年鑑1928